# Rosanna Cancellieri
Rosanna Cancellieri (Roma, 3 giugno 1952) è una giornalista e conduttrice televisiva italiana.
Nella redazione del TG3 fin dal 1985, ha condotto le edizioni principali del telegiornale a cavallo tra gli anni ottanta e novanta, per poi concentrare la sua attività all'interno della testata giornalistica occupandosi di servizi e rubriche dedicate alla moda e al costume. Negli anni novanta ha condotto il talk show di Rai 3 Dove sono i Pirenei?, del quale è stata anche autrice con Enrico Vaime e Paolo Limiti.

## Biografia
È nata a Roma da genitori originari di Lecce e Monteroni di Lecce. Dopo la laurea in filosofia ha avviato la carriera giornalistica collaborando con l'Unità e Paese Sera . Nella cronaca di Roma del giornale del Partito Comunista Italiano, a metà degli anni settanta, si è scontrata con il capo-cronista Antonio Caprarica interrompendo il suo rapporto di collaborazione con l'Unità. Questo episodio ha segnato l'inizio della sua carriera televisiva; è approdata infatti all'emittente privata romana Video uno. Successivamente si è occupata di cronaca bianca per la Repubblica per poi entrare, a partire dal 1985, a far parte della redazione del TG3, che ha condotto per anni nell'edizione serale e delle 14.20.
Nel 1994 ha esordito come conduttrice televisiva presentando insieme a Francesco Bortolini il rotocalco Dove sono i Pirenei?, del quale è stata anche autrice insieme a Enrico Vaime per la prima edizione e con Paolo Limiti per la seconda (1995). Per il TG3 si è occupata di servizi riguardanti il mondo della moda e del costume, conducendo dal 2003 al 2019 le rubriche settimanali Sabato notte e Chi è di scena?, dedicate al teatro e alla lirica. Appare anche in alcuni film e cortometraggi dove ha interpretato il ruolo di sé stessa: nel 1991 in Il portaborse, di Daniele Luchetti, nel 1994 in Perdiamoci di vista di Carlo Verdone e nel cortometraggio di Syusy Blady Ciccio Colonna.
Nel 2004 partecipa come concorrente alla seconda edizione del reality show L'isola dei famosi, venendo eliminata nel corso della terza puntata con il 52% dei voti. Nel 2010 partecipa nel 24º episodio della seconda stagione della fiction Tutti pazzi per amore, dove interpreta sé stessa, una giornalista Rai intenta a capire le emozioni dei ragazzi al termine degli esami di maturità. Dal 31 agosto 2020 torna alla conduzione di un programma televisivo. Il programma in onda quotidianamente su TV8 dalle 17.30 è Vite da copertina - Tutta la verità su...... A inizio 2021 ha condotto su TV8 il programma Crimini da copertina con cadenza settimanale (10 puntate al lunedi)

## Controversie
È stata oggetto di polemica nel 1995 per aver affermato, durante una puntata del programma quotidiano Dove sono i Pirenei? del quale era la conduttrice, che il rapimento di Giuseppe Vinci, commerciante sequestrato in Sardegna in quel periodo, era un "rapimento da 7 miliardi". Non essendo pervenuta al momento dell'affermazione nessuna richiesta di riscatto da parte dei sequestratori, i familiari di Vinci hanno presentato un esposto-denuncia nei confronti della giornalista, sollecitando una smentita che avesse lo stesso spazio all'interno della trasmissione prodotta dalla Rai.
Nel 2007 è stata al centro di una polemica per un'inchiesta di Report, il programma di approfondimento giornalistico di Milena Gabanelli, su presunte commistioni tra mondo della moda e ambiente dei giornalisti del settore.
Nell'estate del 2008, ospite presso un suo amico imprenditore ad Ostuni, subisce un furto di circa 7000 euro tra denaro, gioielli e oggetti di valore vari. A seguito di questa vicenda, in riferimento alla località turistica in cui si trovava, afferma: "Non pensavo di venire in Africa", entrando in polemica con il primo cittadino della cittadina pugliese, Domenico Tanzarella, che minaccia azioni legali contro la giornalista.

## Programmi TV
- TG3 (Rai 3, 1985-2001)
- Dove sono i Pirenei? (Rai 3, 1994-1995)
- Chi è di scena? (Rai 3, 2003-2010, 2013-2019)
- L'isola dei famosi (Rai 2, 2004) concorrente
- Sabato notte (Rai 3, 2010-2013)
- Vieni da me (Rai 1, 2018-2019) ospite ricorrente
- Vite da copertina - Tutta la verità su... (TV8, 2020-2021) - conduttrice
- Crimini da Copertina (TV8, 2021) - conduttrice
- Pomeriggio Cinque (Canale 5, dal 2021) - analista
- Pomeriggio Cinque News (Canale 5, dal 2021) - ospite

## Filmografia
- Il portaborse, regia di Daniele Luchetti (1991)
- Perdiamoci di vista, regia di Carlo Verdone (1994)
- Ciccio Colonna, regia di Syusy Blady – cortometraggio (2000)
- Tutti pazzi per amore – serie TV, episodio 2x24 (2010)